# Sadrstaden

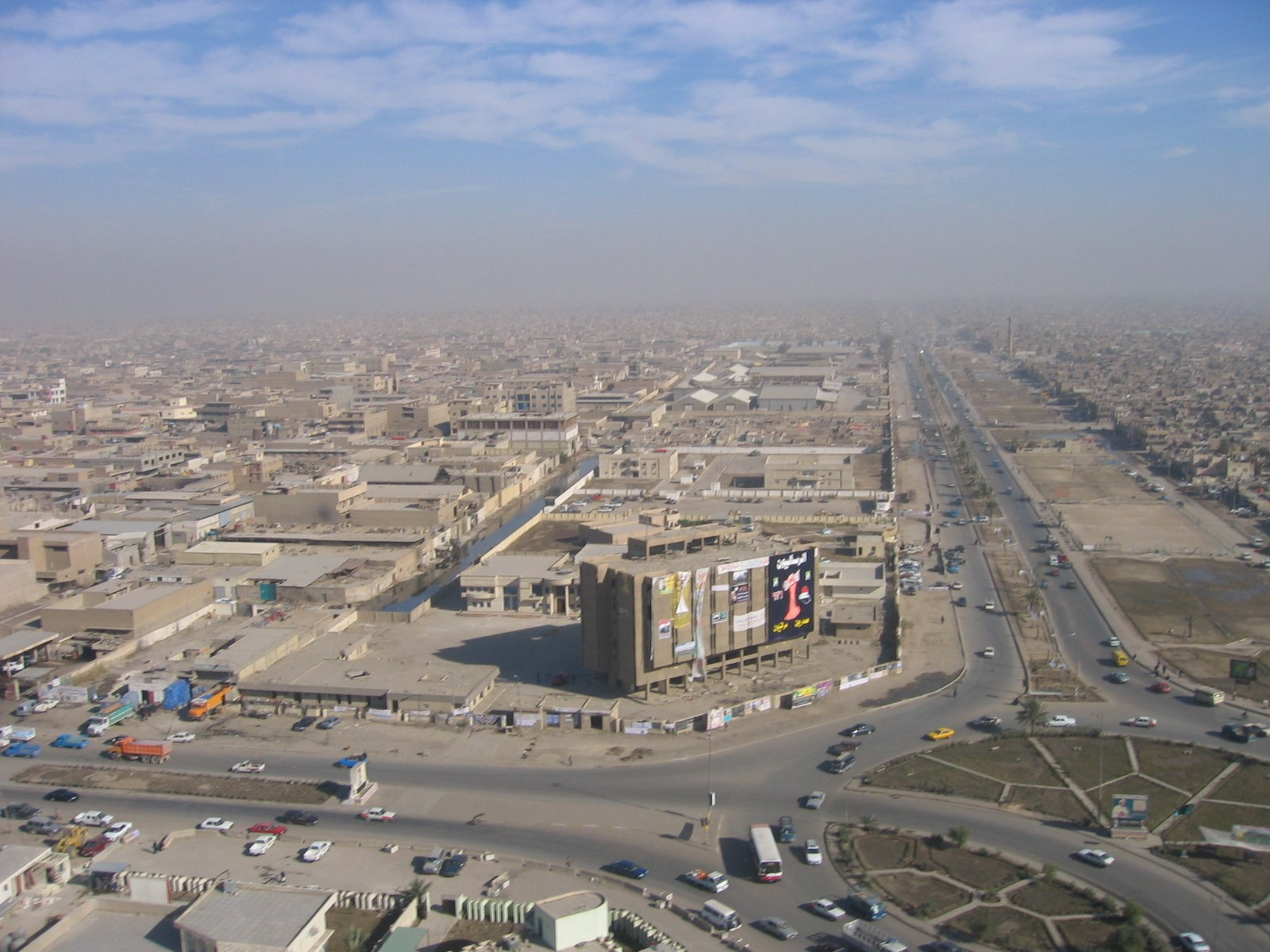
Sadr-staden, sedd ovanifrån.

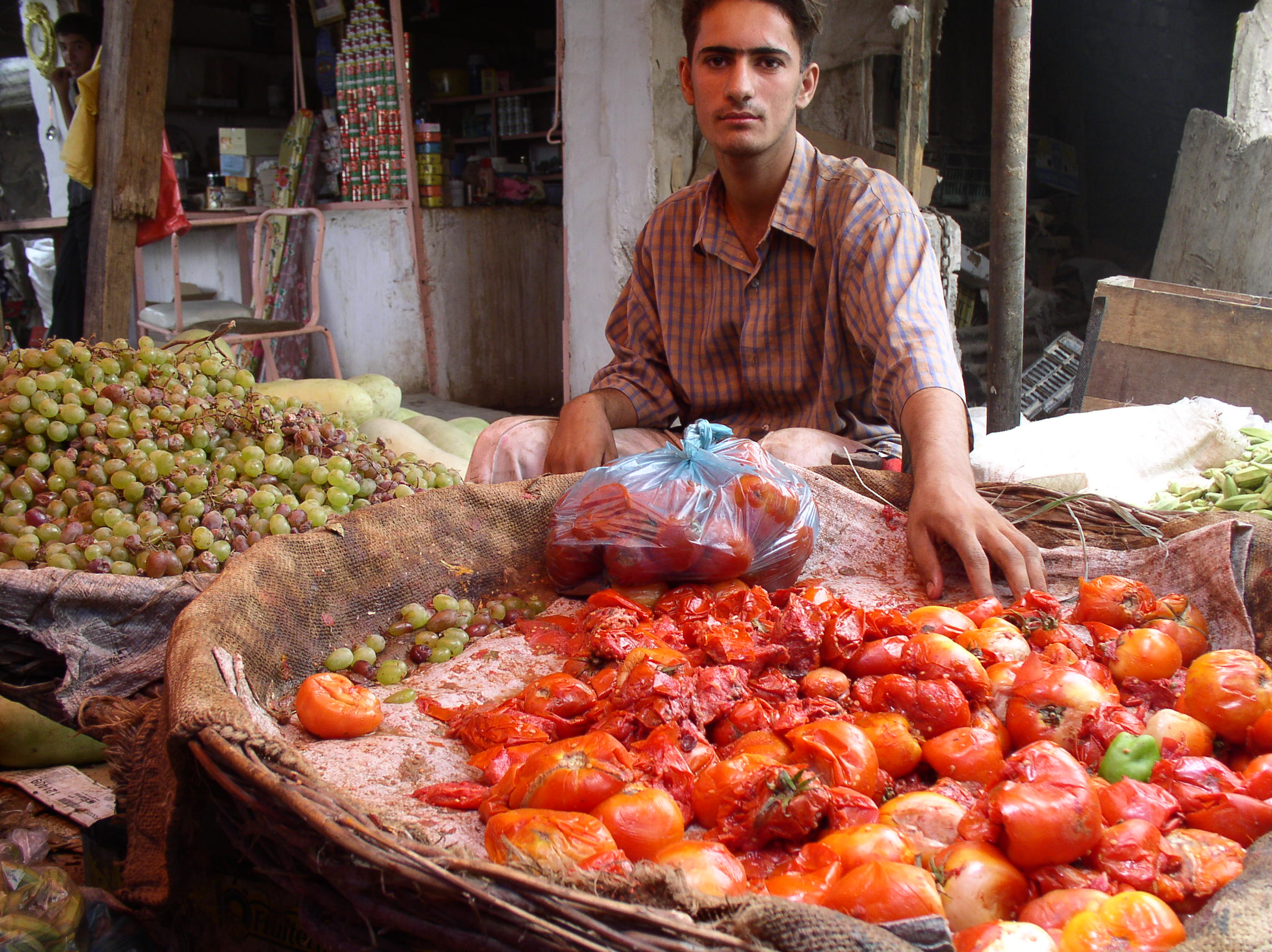
En man på marknaden i staden, juli 2005.

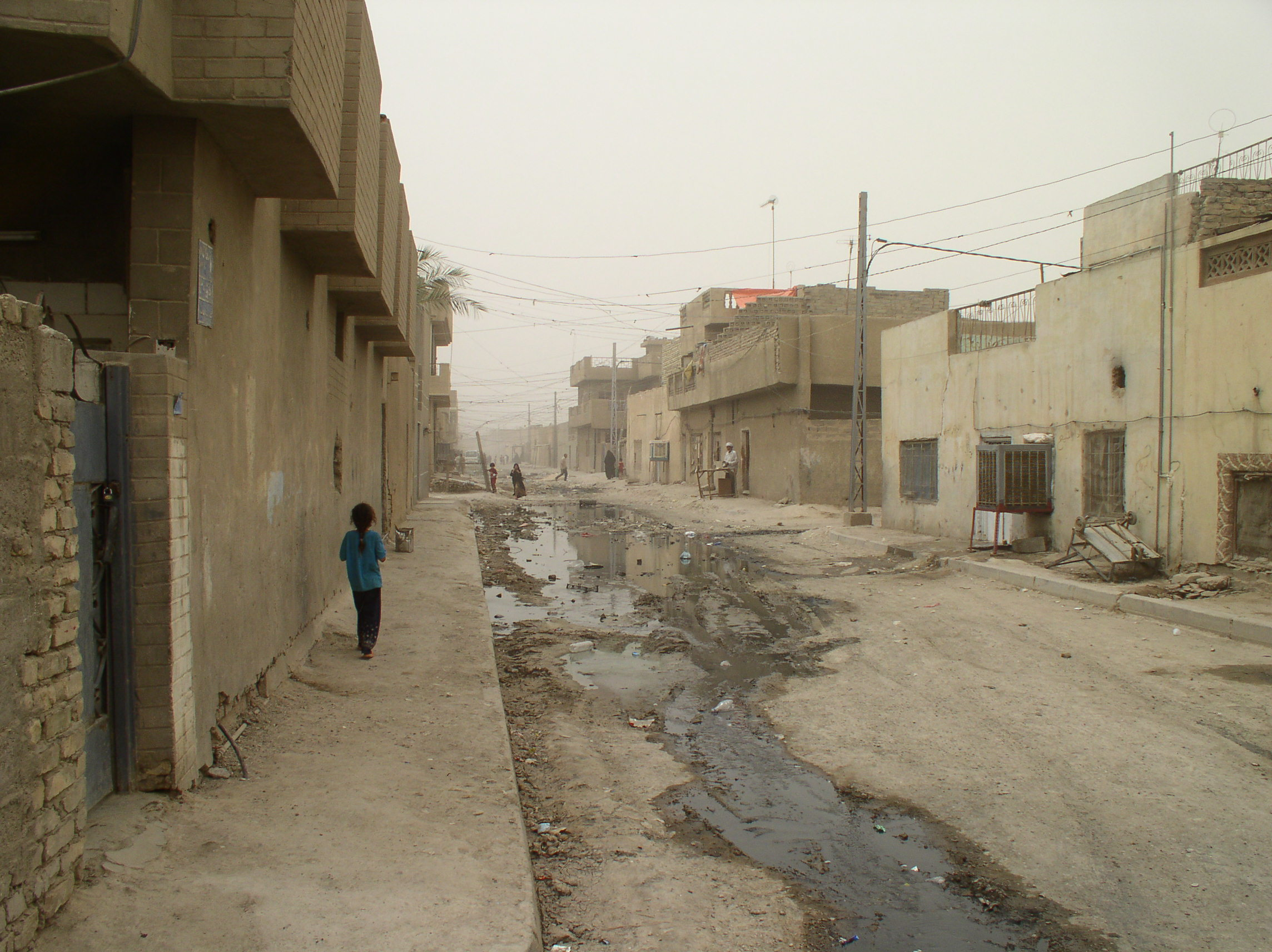
En ung flicka går genom den krigshärjade staden i juli 2005.

Sadrstaden (ar. مدينة الصدر, transkriberat Madīnat as-Sadr) är ett distrikt i Iraks huvudstad Bagdad där det bor cirka två miljoner shiamuslimer. Shiamuslimer bosätter sig oftast i de östra delarna av Bagdad. Distriktet hette ursprungligen Revolutionsstaden (مدينة ألثورة, Madīnat ath-Thaura) och på Saddam Husseins tid Saddam-staden (مدينة صدام , Madīnat Saddām).
Under Saddam Husseins sunnidominerade diktatur led shiamuslimerna av olika former av förtryck.[källa behövs] Efter Irakkriget har shiamuslimerna i distriktet gjort anspråk på autonomi och bland annat bildat poliskår, sjukvård och matdistribution i egen regi.[källa behövs] Distriktets namn ändrades samtidigt till Sadr-staden efter Ayatolla Mohammad Sadeq al-Sadr. Det shiamuslimska prästerskapet som nu[när?] styr i distriktet har antytt att de inte kommer att acceptera en ny nationell regering om och när en sådan blir verklighet i framtiden.[källa behövs]

## Historia
Sadrstaden byggdes 1959 av den dåvarande premiärministern Abd al-Karim Qasim som ett svar på den grava bristen på bostäder i Bagdad. Vid grundandet hette staden Revolutionsstaden (مدينة ألثورة) och blev hem för Bagdads fattiga urbana befolkning, varav många hade kommit från landsbygden och sedan bott under omänskliga förhållanden. Det blev snabbt ett starkt fäste för Irakiska kommunistpartiet, och motståndet mot den Baath-ledda kuppen 1963 var starkt i staden.
Efter Baathpartiets kupp ändrades distriktets namn till Saddam-staden för att hedra Saddam Hussein, partiets ledare. Landmärket för Sadr-staden är dess stora kommunbyggnad. Efter invasionen av Bagdad, som en del av invasionen av Irak år 2003, ändrades distriktets namn inofficiellt om till Sadr-staden efter den avlidne shiitiske ledaren Mohammad Mohammad Sadeq al-Sadr.